# Maurice Ponga
Maurice Ponga (ur. 5 czerwca 1947 w Kouaoui w Nowej Kaledonii) – francuski i nowokaledoński polityk i nauczyciel, poseł do Parlamentu Europejskiego VII i VIII kadencji.

## Życiorys
Jest rdzennym Melanezyjczykiem (Kanakiem). Od 1966 do 1995 pracował jako nauczyciel (m.in. w Houaïlou), zatrudniony przez organizację FELP, zarządzającą szkołami protestanckimi.
Działalność polityczną rozpoczął w połowie lat 90. w ramach Zgromadzenia na rzecz Kaledonii w Republice (od 2004 działającego jako Zgromadzenie-UMP), głównej partii nurtu profrancuskiego, odrzucającego idee niepodległości Nowej Kaledonii. W 1995 kandydował bez powodzenia do Kongresu Nowej Kaledonii, mandat objął rok później po śmierci Maurice'a Nénou. Sprawował go nieprzerwanie do 2009. Od 1999 wchodził w skład kolejnych lokalnych rządów, odpowiadając najpierw za sektory rolnicze, później za sprawy młodzieży i sportu.
W wyborach w 2009 z listy Unii na rzecz Ruchu Ludowego uzyskał mandat eurodeputowanego VII kadencji w okręgu obejmującym departamenty i terytoria zamorskie (sekcja Pacyfik). W 2014 został wybrany na kolejną kadencję Europarlamentu.